# Tabarka
Tabarka (arabe : طبرقة  [tˤbɑrqæ]) est une ville côtière du Nord-Ouest de la Tunisie située à une centaine de kilomètres de Tunis et à quelques kilomètres de la frontière algéro-tunisienne. Le nom de la ville, fondée il y a plus de 2 800 ans par les carthaginois, proviendrait de Thabra qui désigne le lieu des ombres ou des mûres.
Rattachée au gouvernorat de Jendouba, elle constitue une municipalité comptant 19 770 habitants en 2014. Tabarka est historiquement la ville-centre pour les habitants de la Kroumirie, région montagneuse du Nord-Ouest tunisien. Ses habitants sont aujourd'hui dénommés Tabarkois ou parfois Tabarquois. Ces termes sont en opposition avec celui de Tabarquins qui désigne les Génois présents jusqu'au XVIIIe siècle sur l'île de Tabarka (Tabarque).
C'est une ville touristique connue pour les activités de plongée sous-marine (fonds marins poissonneux où la pêche au mérou et à la langouste est pratiquée) et le corail utilisé dans la bijouterie. On y vient aussi pour ses festivals dont le célèbre Tabarka Jazz Festival. La ville est surplombée d'un rocher sur lequel est construit un fort génois.

## Géographie
Des photographies des années 1900 montrent l'île de Tabarka encore isolée de la côte, alors qu'elle est actuellement soudée au continent. Cette évolution est l'aboutissement de plusieurs aménagements commencés dès la prise de l'île par Ali Ier Pacha en 1741 : une jetée, une chaussée et diverses digues ont conduit à l'ensablement et au rattachement définitif à la côte en 1950.

## Histoire
L'histoire de la ville est un panachage des civilisations phénicienne, romaine et arabe. Thabraca, fondée par les Phéniciens, est ensuite intégrée à la province romaine d'Afrique. Elle est alors utilisée comme port principal pour l'exportation du marbre polychrome extrait des carrières de la ville de Simitthus située dans les monts voisins de Kroumirie. À la chute de Rome, sous le règne du roi vandale Genséric, la ville se dote de deux monastères, l'un pour les hommes et l'autre pour les femmes.
Par la suite, la ville est le théâtre d'une bataille décisive. En effet, en 702 s'y déroule la bataille finale de la conquête arabe de l'Afrique byzantine. Elle oppose une coalition berbère, dirigée par la reine Kahina, et les forces arabes dirigés par Hassan Ibn Numan qui, après avoir pris Carthage, reçoit 50 000 hommes en renfort du calife Abd Al-Malik. Cette bataille se solde par la défaite totale de la Kahina. Sachant sa défaite imminente, la reine aurait fait pratiquer la politique de la terre brûlée en vue de dissuader l'envahisseur de s'approprier les terres. Elle fait détruire les châteaux, les réserves alimentaires et brûler les récoltes et les vergers, s'aliénant ainsi une partie de son propre peuple et la défection de certains Berbères qui se soumettent aux Arabes. Finalement, après une tentative de trahison de la reine, celle-ci est capturée et décapitée dans un ravin et sa tête ramenée au calife.
La ville connaît ensuite à nouveau la prospérité sous les dynasties aghlabide et fatimide grâce à son corail. Elle décline néanmoins à la suite de l'abandon de son exploitation et devient quasiment déserte selon François Fichet de Clairfontaine.
Celui-ci signale que les premiers Européens, attirés par le corail considérés comme l'un des meilleurs dans cette aire de l'Afrique du Nord, arrivent en 1446. Cependant, ils répondent surtout à l'appel du souverain de Tunis qui donne d'abord une concession d'exploitation à un Barcelonais, Raphaël Vives (1446-1448), avant de la remettre à des Génois qui se succèdent de 1451 à 1506.

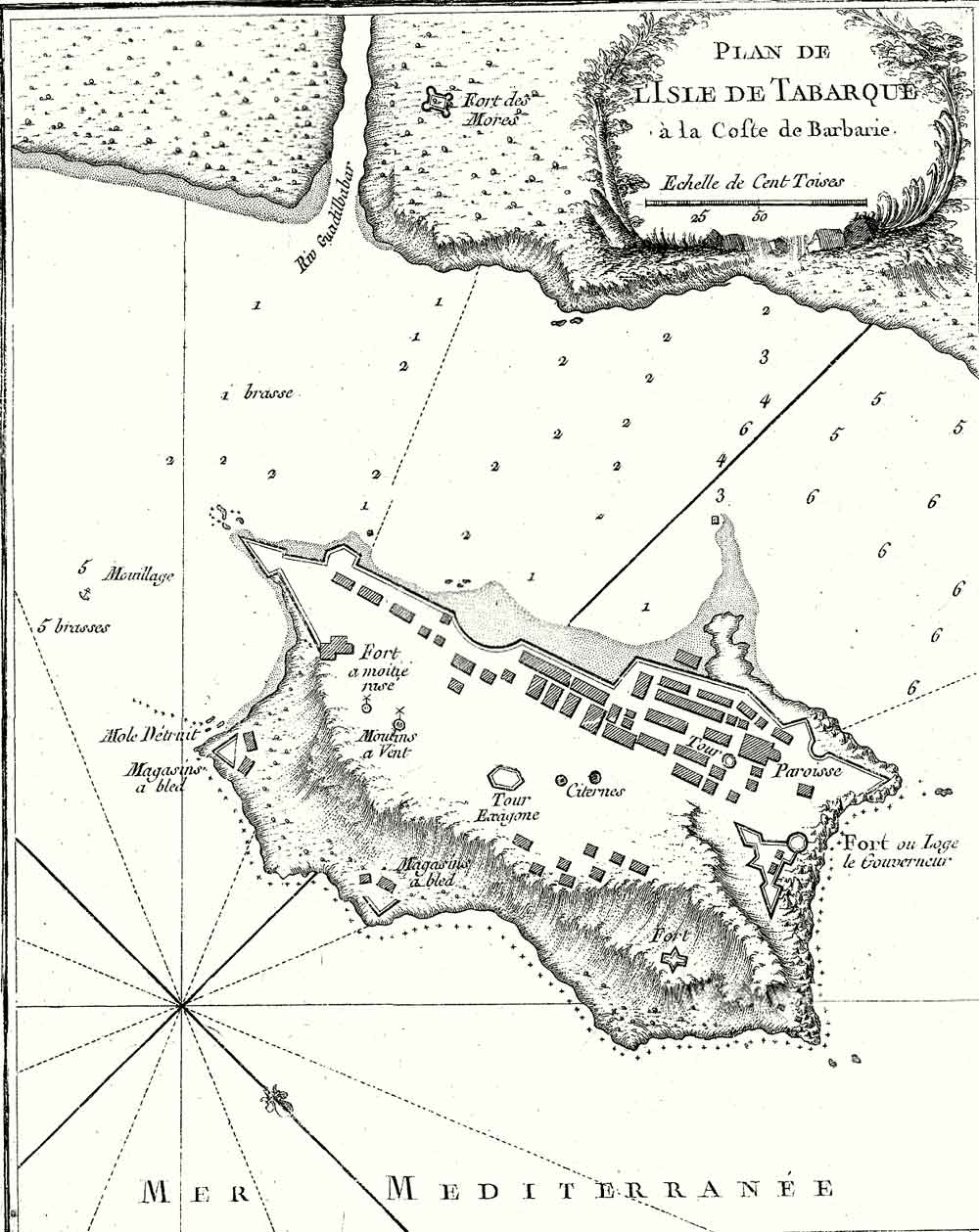
Île de Tabarka vers 1770.

De 1542 à 1742, de nombreux colons venant de Pegli, appelés Tabarquins et principalement pêcheurs de corail et commerçants, vivent sur l'île. Cette installation est organisée par la noble famille génoise des Lomellini, qui avait reçu l'île en concession de Khayr ad-Din Barberousse (droits confirmés par l'empereur Charles Quint) selon une légende, pour prix de leur intermédiation lors de la libération du corsaire Dragut.
En raison du déclin économique de l'île et de sa surpopulation, des membres de la colonie commencent à émigrer dès 1738 sur l'île San Pietro, près de la Sardaigne, où ils fondent la ville de Carloforte avec l'appui du roi Charles-Emmanuel III de Sardaigne.
En 1741, pour briser le privilège de la Compagnie royale d'Afrique sur la pêche du corail et sur le commerce de blé avec la régence, Ali Ier Pacha donne l'assaut et prend l'île de Tabarka aux Génois. 1 500 chrétiens sont emmenés en captivité à Tunis afin de les rançonner pour dédommagement de guerre. Le reste des Génois émigre à Carloforte où ils ne restent cependant pas en sécurité : les corsaires tunisiens effectuent en 1789 une razzia nocturne. L'effet de surprise aidant, ils capturent 945 personnes qui sont vendues en esclavage en Tunisie. Les rescapés sur l'île de San Pietro et leurs compatriotes dans la région proche de Calasetta parlent un dialecte qui, bien que dérivé de l'italien génois ancien, est actuellement appelé tabarquin en référence à Tabarka.
La municipalité de Tabarka est créée par le décret du 27 juin 1892.
En 1952, le dirigeant nationaliste Habib Bourguiba, qui deviendra par la suite président de la Tunisie, est exilé à Tabarka puis sur l'île de La Galite par les autorités coloniales françaises.

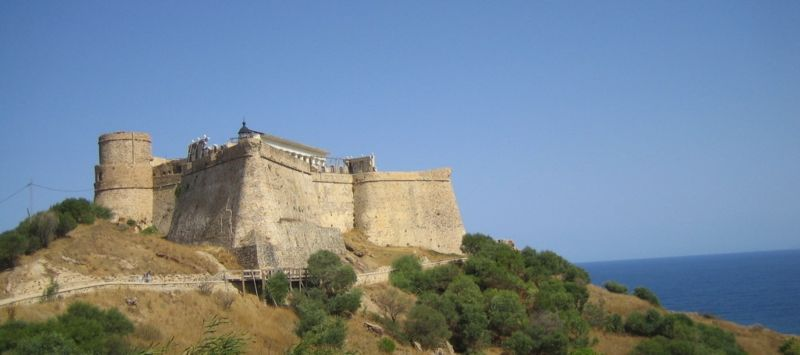
Fort génois de Tabarka.
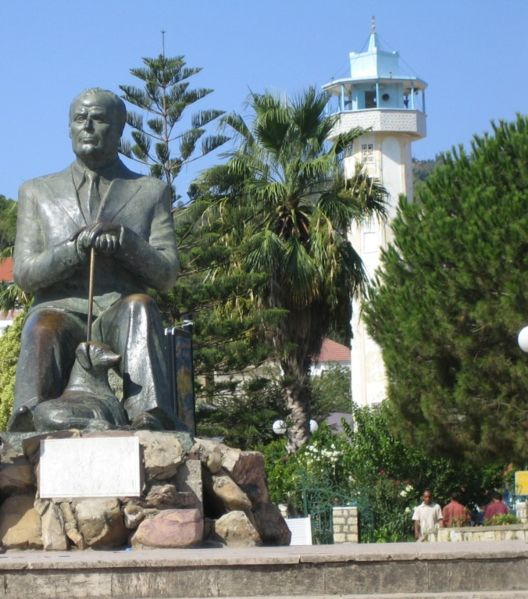
Statue de Bourguiba.
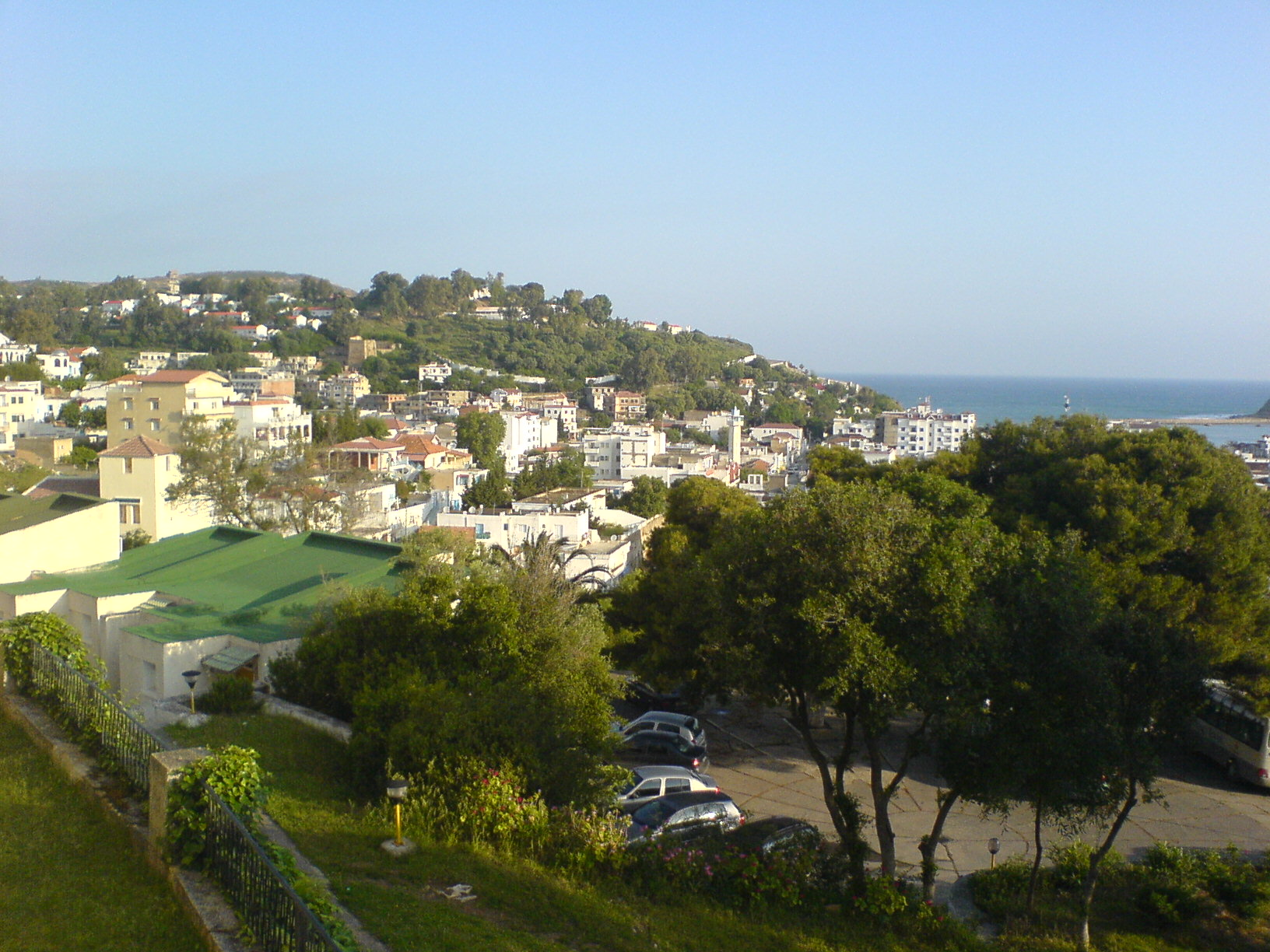
Vue de la colline dominant le port.
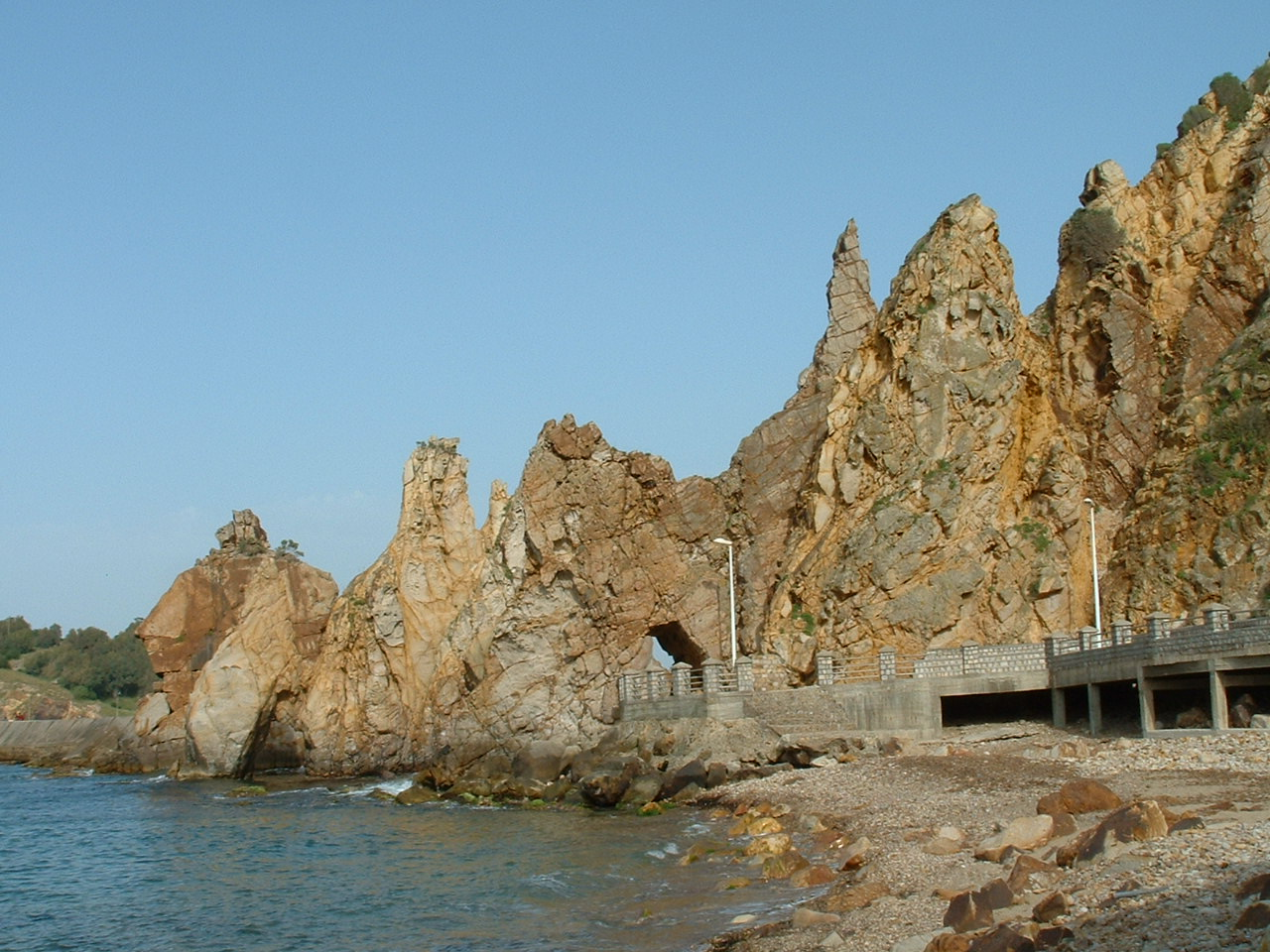
Aiguilles de Tabarka.

## Transport
Tabarka est desservie par un aéroport international situé à une quinzaine de kilomètres à l'est de la ville.